# Jón murtur Snorrason
Jón murtur Snorrason (1203 – 21 de enero de 1231) era hijo del famoso escaldo e historiador islandés Snorri Sturluson y Herdís Bessadóttir (1180 - 1233). Pertenecía al clan de los Sturlungar y su apodo se refiere a que de niño tenía la constitución pequeña (murtur).
Cuando Jón tenía 17 años, su padre le envió a Noruega como rehén por la paz entre los comerciantes de Bergen e Islandia y estuvo en el país nórdico durante tres años; a su regreso su padre lo puso de fiduciario en varios negocios familiares. 
Jón quería casarse con Helga, hija de Sæmundur Jónsson de Oddi, y pidió a su padre el dinero. Así volvió muy contento a Noruega en lugar de su padre para solventar sus asuntos y a finales de 1229 estuvo al servicio del jarl Skule Bårdsson donde fue bien recibido y se convirtió de nuevo en prenda, como garantía de la deuda de Snorri.
En Bergen, compartió habitación con Gissur Þorvaldsson, rival de los Sturlungar y un escaldo llamado Óláfr Leggsson (el poeta negro) que era un hombre del jarl Gissur porque el dinero parecía que escaseaba mucho. Una noche a mediados de enero, estando borrachos hubo un altercado debido a los turnos de dormir en la cama, pues no había espacio para todos. Óláfr Leggsson le asestó un golpe en la cabeza a Jón con un palo mientras Gissur lo sujetaba y huyó. Al principio la herida parecía que no era nada, tomó un baño y luego Jón se puso a beber, pero la situación se complicó y murió. Cuando Gissur regresó a Islandia al verano siguiente, prestó juramento a Snorri, y dijo que no había tenido nada que ver con el homicidio perpetrado por el escaldo.